# Браск
Браск (фр. Brasc) насеље је и општина у јужној Француској у региону Миди Пирене, у департману Аверон која припада префектури Мијо.
По подацима из 2011. године у општини је живело 191 становника, а густина насељености је износила 9,48 становника/km². Општина се простире на површини од 20,14 km². Налази се на средњој надморској висини од 590 метара (максималној 658 m, а минималној 214 m).

## Демографија
| 1962. | 1968. | 1975. | 1982. | 1990. | 1999. | 2011. |
| ----- | ----- | ----- | ----- | ----- | ----- | ----- |
| 190   | 309   | 271   | 244   | 190   | 174   | 191   |

График промене броја становника у току последњих година